# Javier Luis Calmell del Solar
Javier Luis Calmell del Solar fue un hacendado, empresario y político peruano.
Nació en Huancayo en 1882, hijo del inmigrante catalán Cosme José Antonio Calmell Fosh. 
En 1919 fue designado alcalde Huancayo. Participó en las elecciones generales de 1931 como candidato del partido Unión Revolucionaria liderada por Luis Miguel Sánchez Cerro quien había derrocado al presidente Augusto B. Leguía y fue elegido como diputado constituyente por el departamento de Junín. Fue fundador del Partido Regional Nacionalista del Centro que apoyó a Luis Miguel Sánchez Cerro. Durante su gestión como parlamentario impulsó la creación en Huancayo del Colegio Nuestra Señora del Rosario, importante institución educativa de mujeres.
Fue elegido senador por Junín en las Elecciones de 1950 en los que salió elegido el General Manuel A. Odría quien ejercía el poder desde 1948 cuando encabezó un golpe de Estado contra el presidente José Luis Bustamante y Rivero.
Falleció en 1957 en la ciudad de Lima. Su hijo Fernando Calmell del Solar también emularía su carrera política al ser alcalde de Huancayo y senador.